# شمشیری (خیابان)
خیابان شمشیری در منطقهٔ ۹ شهرداری تهران در محله سرآسیاب مهر آباد قرار دارد که از شرق به تقاطع خیابان قزوین و از غرب به دانشگاه هوایی شهید ستاری منتهی می‌شود.
هنگامی که از سمت دانشگاه هوایی وارد خیابان شمشیری می‌شویم، کمی جلوتر در سمت راست پارک شمشیری را مشاهده می‌کنیم، کمی جلوتر از پارک در سمت چپ خیابان سلطانی قرار گرفته که شمشیری را به محله ی فتح متصل می‌کند. در انتهای خیابان شمشیری شهرک توحید (شهرک خلبان شهید محمد حاجی) قرار داد و به سه راه آذری ختم می‌شود. خیابان شمشیری دارای عرض بیست متری بوده و دوطرفه می‌باشد.
نام این خیابان قبل از انقلاب بیست‌متری ولیعهد بوده‌است.